# کیوتو ماچی-بوگیو
کیوتو ماچی-بوگیو (به ژاپنی: 京都町奉行 Kyoto machi-bugyō)، مقام‌های شوگون‌سالاری توکوگاوا در دوره ادو ژاپن بودند. انتصاب در این دفتر برجسته معمولاً از دایمیوهای فودای بود.: ۳۲۵  تفاسیر متعارف این عناوین ژاپنی را به عنوان «کمیسیون»، «نظارت» یا «فرماندار» تعبیر کرده‌اند.
این عنوان باکوفو (شوگون‌سالاری) به قاضی یا مدیر شهری گفته می‌شود که مسئولیت اداره و حفظ نظم در شهر  کیوتو را بر عهده دارد.: 201 